# スポコン! -Sports Music Compilation-
『スポコン! -Sports Music Compilation-』（スポコン! スポーツ・ミュージック・コンピレーション）は、スポーツに関連する楽曲を集めたコンピレーション・アルバム。2009年2月25日にトイズファクトリーより発売された。

## リリース・音楽性
通常盤のみの1形態で発売。「スポ根」をテーマに楽曲を集めたコンピレーション・アルバム。オリンピックやFIFAワールドカップなどのスポーツ大会のテーマソングやスポーツブランドのCMソングなどが、レーベルの垣根を超えて収録されている。

## 収録曲
1. Fantasista / Dragon Ash [4:32]
  - 作詞・作曲：Kj / 編曲：Dragon Ash

2002年FIFAワールドカップ 日本テレビ放送テーマソング[2]。
2. 手を出すな! / GAKU-MC / 桜井和寿 (Mr.Children) [5:10]
  - 作詞・作曲：桜井和寿 & GAKU-MC / 編曲：桜井和寿 & 小林武史 / リズムトラックアレンジ：HALFBY / 管編曲：山本拓夫 / プロデュース：小林武史

日本テレビ系情報番組『サッカーアース』イメージソング[4]。
3. 栄光の架橋 / ゆず [5:24]
  - 作詞・作曲：北川悠仁 / 編曲：松任谷正隆

NHK アテネ放送テーマソング[2]。
4. Fly Away / EXILE [4:21]
  - 作詞・作曲：SASA / 編曲：中野雄太

テレビ東京 北京五輪放送テーマ曲[5]。
5. それでいいんだ / HAN-KUN from 湘南乃風 [5:29]
  - 作詞・作曲：HAN-KUN / 編曲：Blood-I & HAN-KUN

MIZUNO「MORELIA ～進化する情熱～」テーマソング[2]。
6. LIFE / キマグレン [4:21]
  - 作詞：KUREI / 作曲：ISEKI / 編曲：GIRA MUNDO

KDDI「au Smart Sports」CMソング[2]。
7. Born To Be... / 浜崎あゆみ [4:52]
  - 作詞：浜崎あゆみ / 作曲：原一博 / 編曲：原一博 & CMJK

日本テレビ系トリノ2006テーマソング[2]。
8. OLÁ! VITÓRIA! / Dreams Come True [3:49]
  - 作詞：吉田美和 / 作曲・編曲：中村正人

UEFA EURO 2004『TBSヨーロッパサッカー2004』テーマソング[2]。
9. All my treasures / 織田裕二 [4:54]
  - 作詞：溝下創・広保宣 / 作曲：溝下創 / 編曲：シライシ紗トリ

世界陸上大阪 大会公式ソング[2]。
10. 両方 For You / ウルフルズ [4:00]
  - 作詞・作曲：トータス松本 / 編曲：伊藤銀次・ウルフルズ

2007 ABC夏の高校野球統一テーマ曲[6]。
11. 歩いていこう / FREENOTE [4:49]
  - 作詞・作曲：FREENOTE / 編曲：FREENOTE & 藤井丈司

アシックス「ローリングス」CMソング[2]。
12. I do / JAY'ED feat. 4WD [4:43]
  - 作詞：JAY'ED, 4WD & ORITO / 作曲：BACHLOGIC & JAY'ED / 編曲：BACHLOGIC

大阪エヴェッサイメージソング[2]。
13. Next to You / melody. [4:37]
  - 作詞：melody. & MIZUE / 作曲：原一博 / 編曲：河野 "Tropical" 圭

Ap Alpen CMソング[2]。
14. ALL MY TRUE LOVE / SPEED [5:22]
  - 作詞・作曲・編曲：伊秩弘将

1998 バレーボール世界選手権テーマソング[2]。
15. 果てなく続くストーリー / MISIA [6:29]
  - 作詞：MISIA / 作曲：松本俊明 / 編曲：服部隆之

NHK ソルトレークシティオリンピック放送テーマソング[2]。